# طائر قيثاري
الطائر القيثاري هو طائر جميل الشكل من رتبة الجواثم. موطنه الأصلي أستراليا. يتراوح طوله بين 75 و100 سم. وهو صغير الرأس. قوي القامتين، قصير الجناحين، مما يجعله عاجزاً عن الطيران لمسافات بعيدة. هذا الطائر يألف الغابات حيث يتغذى على الديدان والحشرات والقشريات وغيرها من اللافقاريات.
كما يتميز بمقدرته علي محاكاة أصوات الطيور الأخرى، والأصوات البشرية أيضاً.
والطائر القيثاري نوعان:
- الطائر القيثاري المتألق، والذي يعرف باسم (منورا سوبربا).
- طائر الأمير ألبرت القيثاري، وهو أصغر وأقل جمالاً من النوع الأول، ويعرف باسم (منورا ألبرتي).

## التسمية
للذكر ذيل طويل ينشره عادةً عندما يغازل أنثاه فيتخذ شكل القيثارة القديمة. ومن هنا جاء الاسم

## معرض صور

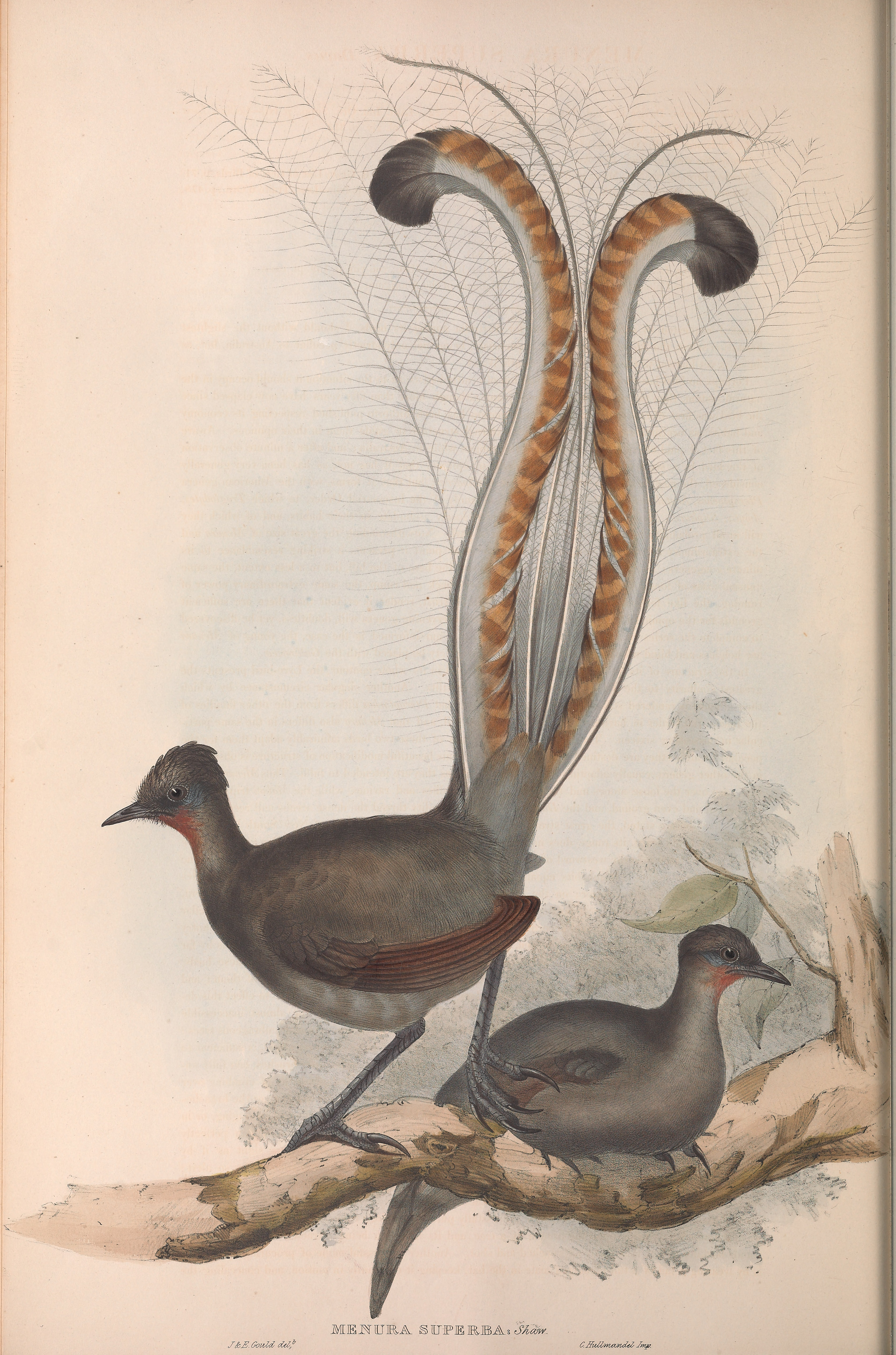
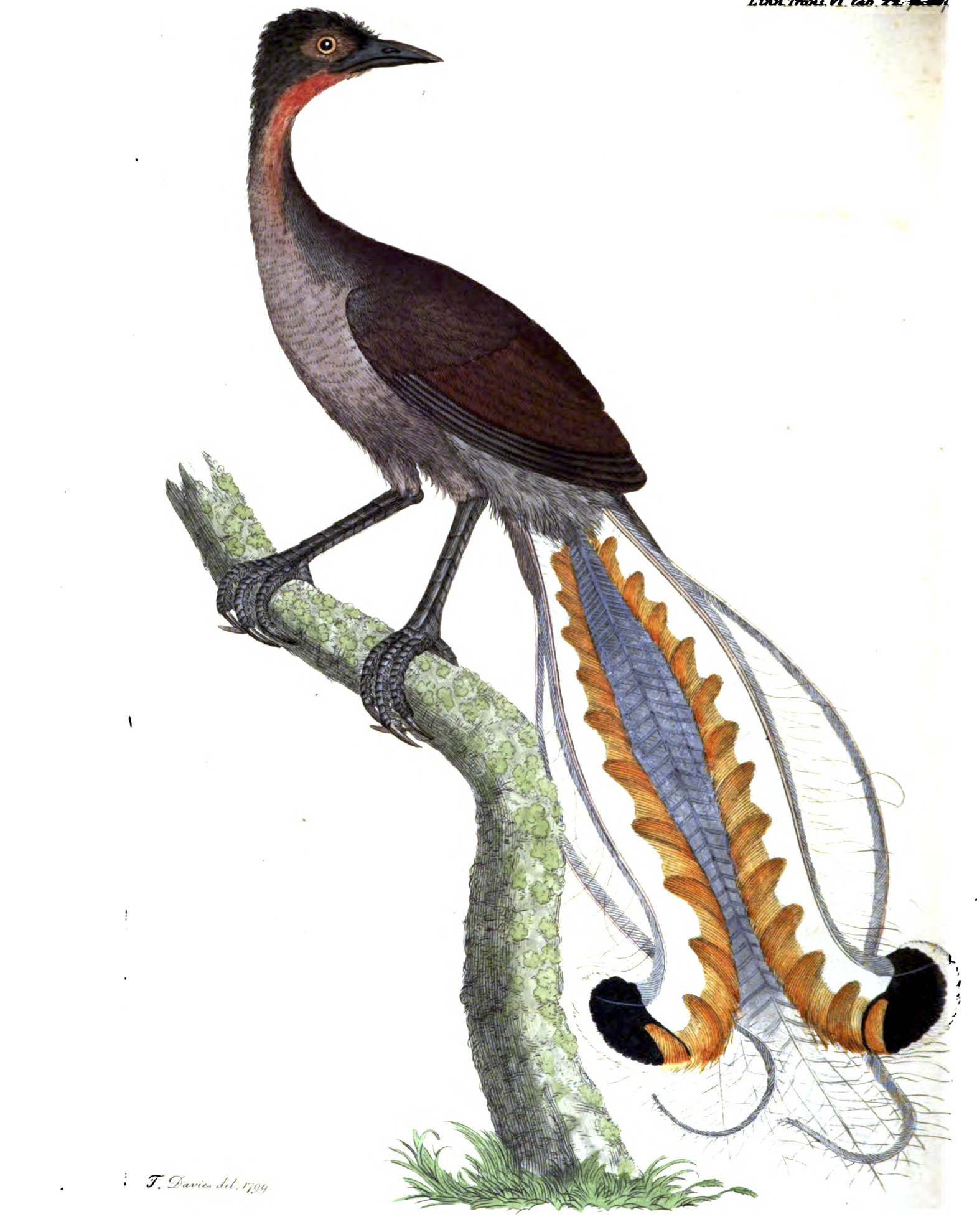
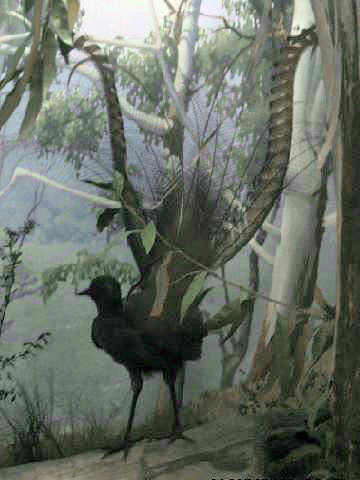